# John Pérez Brignani
John Pérez Brignani (n. 4 de marzo de 1957) es un magistrado uruguayo, que actualmente ejerce como ministro de la Suprema Corte de Justicia desde 2020.

## Trayectoria
Graduado de la Universidad de la República en 1982, ingresó al Poder Judicial por concurso de oposición y méritos dos años antes, el 29 de febrero de 1980. A partir de 1984 se desempeñó como Juez de Paz en los Departamentos de Soriano y Tacuarembó; en 1987 cesó en el cargo al ser nombrado Juez Letrado Interior en Rivera, Rocha y San José, hasta 1989. Ese año fue designado Juez Letrado de Primera Instancia en lo Civil, ocupando el puesto hasta 2002.
Entre 2002 y 2008 sirvió como ministro de Tribunal de Apelaciones del Trabajo, y a partir del 2008 y hasta 2020, del Tribunal de Apelaciones en el Civil. El 15 de diciembre de 2020 prestó juramento como ministro de la Suprema Corte de Justicia ante la Asamblea General, en sucesión de Eduardo Turell Araquistain, quien alcanzó el límite de edad establecido en la Constitución para el ejercicio de la magistratura. El 1 de febrero de 2022 fue nombrado Presidente del máximo tribunal para el período anual, sucediendo a Tabaré Sosa Aguirre; en 2023 fue sucedido por Doris Morales.